# Kasteel van Franois
Het Kasteel van Franois (Frans: Château de Franois) is een kasteel in de Franse gemeente Franois. Het kasteel is een beschermd historisch monument sinds 2002.